# یواس‌اس اولمستد (ای‌پی‌ای-۱۸۸)
یواس‌اس اولمستد (ای‌پی‌ای-۱۸۸) (به انگلیسی: USS Olmstead (APA-188)) یک کشتی بود که طول آن ۴۵۵ فوت ۰ اینچ (۱۳۸٫۶۸ متر) بود. این کشتی در سال ۱۹۴۴ ساخته شد.